# Cobaltomenita
La cobaltomenita és un mineral de la classe dels òxids. Rep el nom per ser l'anàleg amb cobalt de la calcomenita.

## Característiques
La cobaltomenita és un òxid de fórmula química Co(Se⁴⁺O₃)(H₂O)₂. Cristal·litza en el sistema monoclínic. La seva duresa a l'escala de Mohs oscil·la entre 2 i 2,5. Forma una sèrie de solució sòlida amb l'ahlfeldita.
Segons la classificació de Nickel-Strunz, la cobaltomenita pertany a «04.JH - Selenits sense anions addicionals, amb H₂O» juntament amb els següents minerals: calcomenita, ahlfeldita, clinocalcomenita, mandarinoïta, orlandiïta i larissaïta.

## Formació i jaciments
Va ser descoberta al segle xix al Cerro de Cacheuta, dins la Sierra de Cacheuta, a la localitat homònima del departament de Luján de Cuyo, a Mendoza, Argentina. Posteriorment també ha estat descrita a Bolívia, la República Democràtica del Congo i a l'estat nord-americà d'Utah.